# 大马南岛
大马南岛（英語：Grand Manan Island），是缅因湾与芬迪湾分界上的一个岛屿，属加拿大新不伦瑞克省管辖。该岛长34公里，最宽处18公里，面积137平方公里，人口2,460人（2006年）。
美国独立战争期间，大批原居住在新英格兰地区的美国保皇分子迁来此岛，是该岛上第一批欧洲裔居民。1784年，该岛被划归新成立的新不伦瑞克殖民地。美国独立后一度要求此岛主权，直到1817年方才放弃。
44°42′N 66°48′W / 44.700°N 66.800°W